# N-Methylidenanilin
N-Methylidenanilin oder N-Methylidenaminobenzen ist eine organische chemische Verbindung und zählt zu den einfachsten Azomethinen. Sie findet – wie auch das Dibenzalaceton und das Benzalanilin – Verwendung in der Organometallchemie, etwa als Ligand an Palladium, Titan und Platin sowie als Zwischenprodukt bei der Synthese des N-Methylanilin.

## Reaktivität
Das Molekül besitzt aufgrund der Doppelbindung und der reaktiven Methylidengruppe eine hohe Reaktivität (wie auch Benzalanilin) und kann mit vielen weiteren Verbindungen reagieren. Die polarisierte C=N-Doppelbindung ist somit ein guter Angriffspunkt für nucleophile und elektrophile Teilchen. Nucleophile greifen am Kohlenstoffatom der C=N-Doppelbindung an, Elektrophile hingegen am Stickstoffatom. Am Zeolith-Y-Katalysator kann die Substanz leicht zu N-Methylanilin hydriert werden.

## Eigenschaften
N-Methylidenanilin ist ein geruchloses, orange-rotes Pulver bestehend aus Mischkristallen. Die Substanz ist wasserunlöslich, löst sich teilweise in Chloroform und sehr gut in konzentrierter Schwefelsäure.

## Darstellung
N-Methylidenanilin entsteht durch Kondensation von Anilin und Formaldehyd in Gegenwart von wasserabspaltenden Mitteln oder am Zeolith Y-Katalysator. Dabei reagiert formal ein Äquivalent Formaldehyd mit einem Äquivalent Anilin zum N-Methylidenanilin.
Im ersten Schritt greift das Stickstoffatom mit seinem freien Elektronenpaar die Carbonylgruppe (Aldehydgruppe) des Formaldehyds an. Aus dem doppelt gebundenen Sauerstoffatom der Carbonylgruppe wird ein negativ geladenes, einfachgebundenes Sauerstoffatom. Der Stickstoff gibt im nächsten Schritt sein Proton an das negativ geladene Sauerstoffatom ab – es entsteht eine Hydroxygruppe. Unter anschließender Wasserabspaltung entsteht dann das N-Methylidenanilin.

Reaktionsmechanismus der Bildung von N-Methylidenanilin